# Sara Costantino
Sara Costantino (30 de agosto de 1994) es una deportista italiana que compite en tiro, en la modalidad de pistola.
En los Juegos Europeos de Cracovia 2023 consiguió una medalla de oro en la prueba de pistola 10 m mixto. Ganó una medalla de bronce en el Campeonato Europeo de Tiro en 10 m de 2022.

## Palmarés internacional
| Juegos Europeos    | Juegos Europeos     | Juegos Europeos   | Juegos Europeos    |
| Año                | Lugar               | Medalla           | Prueba             |
| ------------------ | ------------------- | ----------------- | ------------------ |
| 2023               | Breslavia (Polonia) | Medalla de oro    | Pistola 10 m mixto |
| Campeonato Europeo |                     |                   |                    |
| Año                | Lugar               | Medalla           | Prueba             |
| 2022               | Hamar (Noruega)     | Medalla de bronce | Pistola 10 m mixto |